# Alpina kusdasi
Alpina kusdasi är en fjärilsart som beskrevs av Eugen Wehrli 1945. Alpina kusdasi ingår i släktet Alpina och familjen mätare. Inga underarter finns listade i Catalogue of Life.